# Луций Пинарий Скарп
Луций Пинарий Скарп (на латински: Lucius Pinarius Scarpus) e римски военачалник от 1 век пр.н.е. и племенник или внук на Гай Юлий Цезар. След неговото убийство той е първо привърженик на триумвир Марк Антоний, но малко по-късно се присъединява към неговия противник Октавиан, по-късният император Август.
Цезар го поставя в завещанието си от 13 септември 45 пр.н.е., заедно с другия му племенник Квинт Педий Балб, за наследник на една осма (последната четвърт) от собствеността си, докато чрез този тестамент осиновеният му трети племенник Гай Октавий, по-късният Октавиан Август, наследява три четвърти. След смъртта на диктатора Пинарий и Педий отстъпват своя дял на Октавиан.
След убийството на Цезар (15 март 44 пр.н.е.) Скарп е на страната на цезарианите и участва през 42 пр.н.е. в решителния и победоносен балкански поход на триумвира против убийците на диктатора. От отблъснатия към Филипи Антоний той е изоставен с багаж и един легион в Амфиполис.
След това Скарп е проконсул, управител на Киренайка с четири легиона. След загубата на Антоний в битката при Акциум (2 септември 31 пр.н.е.) Скарп убива пратениците на Марк Антоний в Киренайка и се присъединява към Октавиан. След това той предава провинцията и легионите си на октавианския генерал Гай Корнелий Гал. За тази смяна Октавиан благодари на Скарп като го оставя проконсул на Киренайка най-малко до 27 пр.н.е.